# Jacek Starzewski
Jacek Józef Starzewski (ur. 1 marca 1941 roku w Sosnowcu) – polski chirurg, proktolog, naukowiec, nauczyciel akademicki, profesor nauk medycznych.

## Życiorys
Dyplom lekarza otrzymał w 1963 roku po ukończeniu studiów medycznych na Wydziale Lekarskim Śląskiej Akademii Medycznej w Katowicach. Już w trakcie studiów podjął pracę w Katedrze i Zakładzie Anatomii Prawidłowej i Topograficznej, kierowanym wówczas przez prof. Stanisława Kohmanna, a już po ich ukończeniu w II Klinice Chirurgii Ogólnej, prowadzonej przez prof. Józefa Gasińskiego, a później Czesława Sadlińskiego, jako asystent, starszy asystent, a wreszcie adiunkt. W tym czasie uzyskał specjalizację I i II stopnia z chirurgii ogólnej oraz I stopnia z anestezjologii. W 1976 roku objął ordynaturę Oddziału Chirurgii Ogólnej w Szpitalu nr 1 w Sosnowcu (obecnie Sosnowiecki Szpital Miejski sp. z o.o.), gdzie stworzył jeden z większych ośrodków tyreologicznych w Polsce, a pracował aż do 1997 roku, kiedy to objął kierownictwo Oddziału Chirurgii Ogólnej w Szpitalu Górniczym w Sosnowcu (obecnie Wojewódzki Szpital Specjalistyczny nr 5 im. Św. Barbary w Sosnowcu).
Stopień doktora nauk medycznych zdobył w 1971 roku na podstawie dysertacji „Zewnętrzne przetoki jelitowe. Ocena postępowania w materiale II Kliniki Chirurgicznej Śląskiej Akademii Medycznej”, a stopień doktora habilitowanego nauk medycznych, decyzją Rady Wydziału Lekarskiego w Zabrzu w 1983, na podstawie kolokwium habilitacyjnego na podstawie dorobku naukowego oraz rozprawy „Zespolenie tętnicy krezkowej górnej z prawą tętnicą nerkową w ostrym doświadczalnym niedokrwieniu jelit”. Tytuł profesora uzyskał w 1996 roku.
Od 1993 pracownik Śląskiej Akademii Medycznej na stanowisku profesora nadzwyczajnego w Katedrze i Zakładzie Chemii Klinicznej i Diagnostyki Laboratoryjnej Wydziału Farmaceutycznego w Sosnowcu, a w latach 2000-2006 Kierownik Katedry i Klinicznego Oddziału Chirurgii Ogólnej i Koloproktologicznej Wydziału Lekarskiego w Katowicach. Obecnie rektor Śląskiej Wyższej Szkoły Medycznej w Katowicach.
W latach 1997–2015 pełnił funkcję konsultanta wojewódzkiego w dziedzinie chirurgii ogólnej.
Promotor i recenzent licznych prac magisterskich i doktorskich, opiekun i kierownik specjalizacji wielu chirurgów na Śląsku. Autor i współautor wielu prac naukowych zakresu chirurgii oraz anestezjologii i medycyny ratunkowej. Twórca udoskonaleń wielu technik operacyjnych, takich jak: uproszczonego dostępu do znacznie powiększonej śledziony podczas splenektomii, rewaskularyzacji jelit, zamknięcia wrót nawrotowej przepukliny za pomocą wolnego przeszczepu skóry, oszczędzającego i radykalnego leczenia operacyjnego zaawansowanego, zróżnicowanego raka tarczycy, otwarcia ropnia okołoodbytniczego z wycięciem krypt linii grzebieniastej kanału odbytu, a także hiperfrakcjonowanej terapii przedoperacyjnej w raku odbytnicy w oryginalnym schemacie opracowanym razem z Instytutem Onkologii w Gliwicach.
Członek wielu towarzystw naukowych, między innymi: Towarzystwa Chirurgów Polskich (w latach 1972-1976 sekretarz, a w 2001-2005 przewodniczący Oddziału Śląskiego i Członek Zarządu Głównego), Polskiego Towarzystwa Lekarskiego (również jako przewodniczący Koła w Sosnowcu oraz przewodniczący Zarządu Regionu i Członek Plenum Zarządu Głównego). Zastępca redaktora naczelnego „Wiadomości Lekarskich”.
Laureat wielu nagród i odznaczeń, odznaczony między innymi: Medalem Komisji Edukacji Narodowej, Złotym i Srebrnym Krzyżem Zasługi, odznaką „Za wzorową pracę w służbie zdrowia”, medalem „Zasłużonemu – Polskie Towarzystwo Lekarskie”.